# Пограничне (Волгоградська область)
Пограничне (рос. Пограничное) — село у Жирновському районі Волгоградської області Російської Федерації.
Населення становить 93  особи. Входить до складу муніципального утворення Олешниківське сільське поселення.

## Історія
Село розташоване у межах українського історичного та культурного регіону Жовтий Клин.
Згідно із законом від 21 лютого 2005 року № 1009-ОД для населеного пункту було встановлено органом місцевого самоврядування Олешниківське сільське поселення.

## Населення
| 1857  | 1886  | 1897  | 1911  | 1920  | 1922  | 1926  |
| ----- | ----- | ----- | ----- | ----- | ----- | ----- |
| 712   | ↗1599 | ↗1804 | ↗2090 | ↗2382 | ↘2104 | ↗2368 |
| 1931  | 2010  |       |       |       |       |       |
| ↗2535 | ↘93   |       |       |       |       |       |